# HYFR (Hell Ya Fucking Right)
HYFR (Hell Ya Fucking Right) è un singolo del rapper canadese Drake, pubblicato nel 2012 ed estratto dal suo secondo album in studio Take Care.
Il brano, che vede la partecipazione del rapper statunitense Lil Wayne, ha ricevuto la candidatura ai Grammy Awards 2013 nella categoria "Best Rap Performance".

## Tracce
- Download digitale

1. HYFR (Hell Ya Fucking Right) (featuring Lil Wayne) – 3:27

## Video
Il videoclip della canzone è stato diretto da Director X ed è stato girato a Miami. Esso è ambientato durante un bar mitzvah e vede la partecipazione, tra gli altri, di Lil Wayne, Birdman, DJ Khaled, Trey Songz, Mack Maine, T-Minus, E-40 e Noah "40" Shebib.